# Caribchthonius butleri
Caribchthonius butleri es una especie de arácnido  del orden Pseudoscorpionida de la familia Chthoniidae.

## Distribución geográfica
Se encuentra en las Islas Vírgenes.